# فرانتس فون زدلیتز اوند لایپه
فرانتس فون زدلیتز آوند لایپه (آلمانی: Franz von Zedlitz und Leipe; ۲۱ آوریل ۱۸۷۶ – ۲۹ مارس ۱۹۴۴) تیرانداز اهل آلمان بود.
وی در مسابقات کشوری و بین‌المللی در مجموع برندهٔ ۱ مدال برنز شده‌است.